# Sanrafaelia ruffonammari
Sanrafaelia ruffonammari är en kirimojaväxtart som beskrevs av Bernard Verdcourt. Sanrafaelia ruffonammari ingår i släktet Sanrafaelia och familjen kirimojaväxter. Inga underarter finns listade i Catalogue of Life.